# مبونا

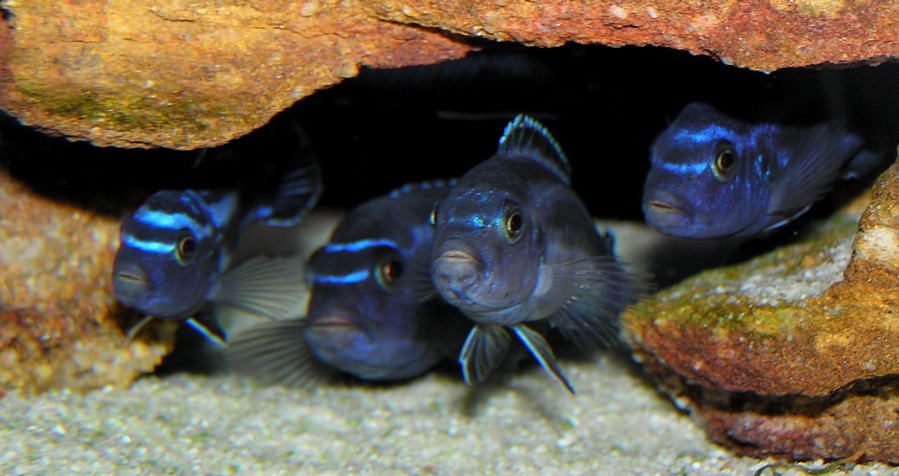
مینگانو با نام علمی (Melanochromis cyaneorhabdos) نمونه شاخصی از رفتارهای مبونا

مبونا (تلفظ Mmm-boo-nah) نام رایج گروه بزرگی از سیچلایدهای آفریقایی دریاچه مالاوی و اعضای خانواده ماهی‌های صخره زی هستند. نام مبونا در زبان مردم تونگا مالاوی به معنای «ماهی سنگی» است. همان‌طور که از نام آن پیداست، بیشتر مبوناها سیچلایدهایی هستند که در میان انبوه سنگ‌ها و در امتداد سواحل صخره ای دریاچه مالاوی زندگی می‌کنند (برخلاف یوتاکاها، سیچلایدهایی که در آب‌های آزاد یا در سواحل شنی یا بسترهای نرم زندگی می‌کنند). در برخی از گونه‌های مبونا دودیسی جنسی شدیدی دیده می‌شود. اگرچه بسیاری از آنها اینچنین نیستند. در بین زیست‌شناسان اعتقاد بر این است که تقریباً همه گونه‌های سیچلایدهای دریاچه مالاوی، از جمله مبونا و غیر مبونا همانند یوتاکا، همگی از یک یا تعداد بسیار کمی از گونه‌هایی که در دریاچه از هم جدا شده‌اند، نشأت گرفته‌اند. با افزایش سطح آب، زیستگاه‌های جدید می‌توانند باعث ایجاد اجتماعی بسته شوند و بسیاری از مکان‌های جدا شده بین صخره‌ها اجازه تشکیل گونه‌های جدید مبونا را می‌دهند. رنگ‌های چشمگیر، ویژگی‌های رفتاری جذاب و سرسختی نسبی، آن‌ها را با وجود خواسته‌های منحصر به فردشان برای آکواریوم‌های خانگی بسیار محبوب کرده‌است.

## مبونا در آکواریوم

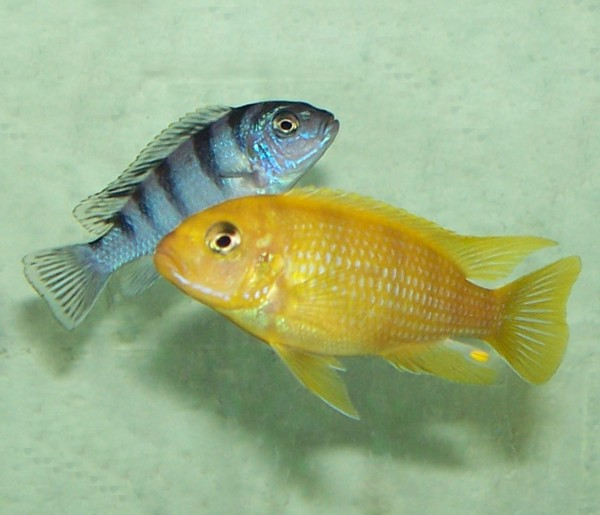
در حالی که بسیاری از جنس‌های نر ماهی‌های صخره زی رنگارنگ هستندف برعکس ماده‌ها دارای رنگهایی کسل‌کننده هستند، هر دو جنس مبونا اغلب رنگ‌های چشمگیری دارند. این یک جفت سیچلاید لومباردی، Maylandia lombardoi است.

این سیچلایدها از رنگارنگ‌ترین ماهی‌های آب شیرین برای آکواریوم خانگی هستند. مبوناها ماهی‌های بسیار تهاجمی و سرزمینی هستند، آنها گونه مناسبی برای علاقمندان مبتدی آکواریوم مناسب نیستند. یک محیط مناسب آکواریومی شامل سنگ‌های فراوان، فیلتراسیون کافی، غارها و مکان‌هایی برای مخفی شدن می‌شود. گیاهان ممکن است توسط آنها از بین برود، بنابراین بهتر است از کاشت گیاه اجتناب شود، البته تعداد بسیارکمی از گیاهان مقاوم و برگ ضخیم ایرادی ندارد. یکی از این گیاهان سرخس جاوا است که ممکن است مورد حمله مبونا قرار بگیرد، اما به دلیل مزه نامطلوب اش خورده نمی‌شود.

## پارامترهای آب
همه گونه‌های دریاچه مالاوی در محدوده دمایی ۲۵–۲۹ درجه سنتیگرداد رشد می‌کنند. درجه سختی آب (pH) بین ۷٫۵–۸٫۴ با محتوای تقریباً بکر (نزدیک به ppm 0) آمونیاک و نیتریت آمونیوم ایده‌آل است.
بسیاری از سیچلایدهای مبونا به‌طور مرتب توسط فروشگاه‌های حیوانات خانگی انبار و فروخته می‌شوند. برخی از رایج‌ترین آنها سیچلاید زنبور عسل یا سیچلاید هورنت، سیچلاید طلایی (Melanochromis auratus)، سیچلاید ماکرو، ماکروی قرمز، ماکروی آبی. بسیاری از این گونه‌ها نیازهای قلمروی زیادی دارند و به شدت از این قلمروها دفاع می‌کنند. سیچلایدهای متعلق به هر یک از جنس‌های ذکر شده در زیر به عنوان مبونا در نظر گرفته می‌شوند.
- آباکتو کرومیس Oliver & Arnegard 2010
- سیاتوکرومیس ترواواس 1935
- سینوتیلاپیا ریگان 1922
- Genyochromis Trewavas 1935
- Gephyrochromis Boulenger 1901
- Iodotropheus Oliver & Loiselle 1972
- Labeotropheus Ahl 1926
- Labidochromis Trewavas 1935

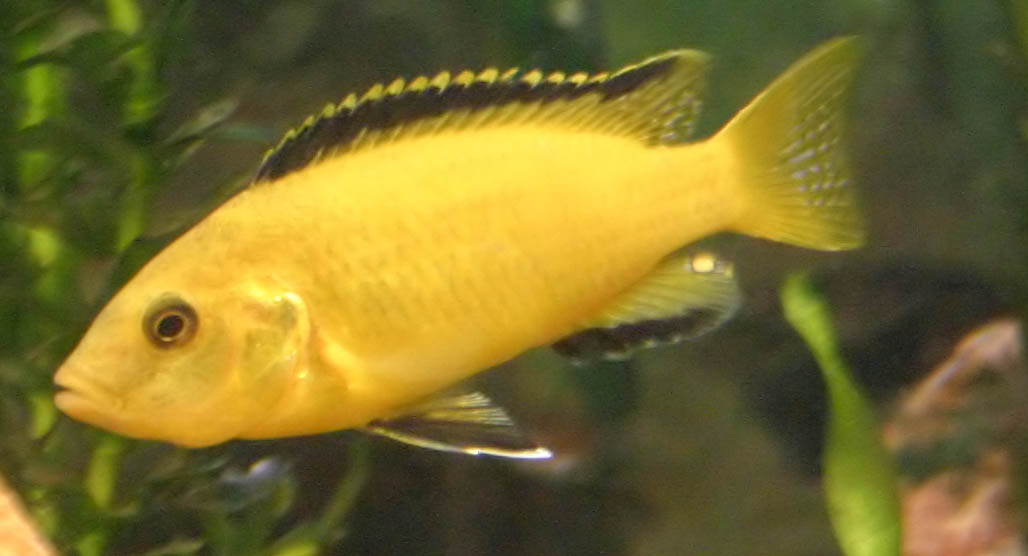
یک سیچلاید الکتریکی زرد یا ماکروی زرد

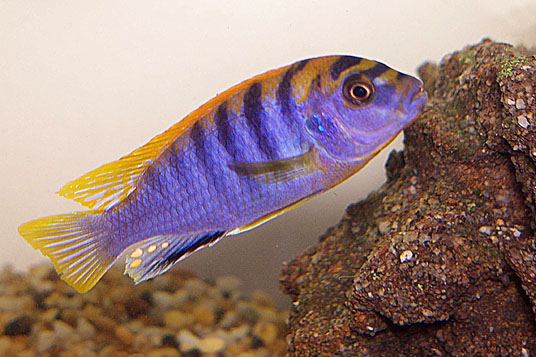
sp.

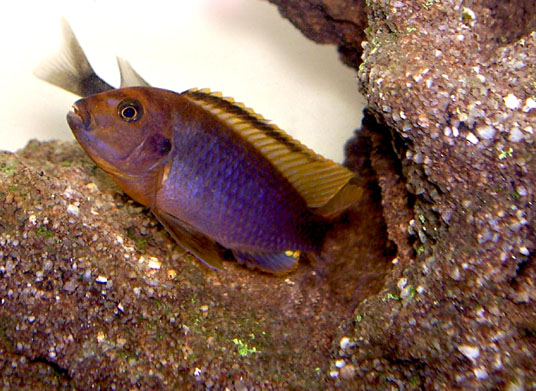
سیچلاید اسطوخودوس

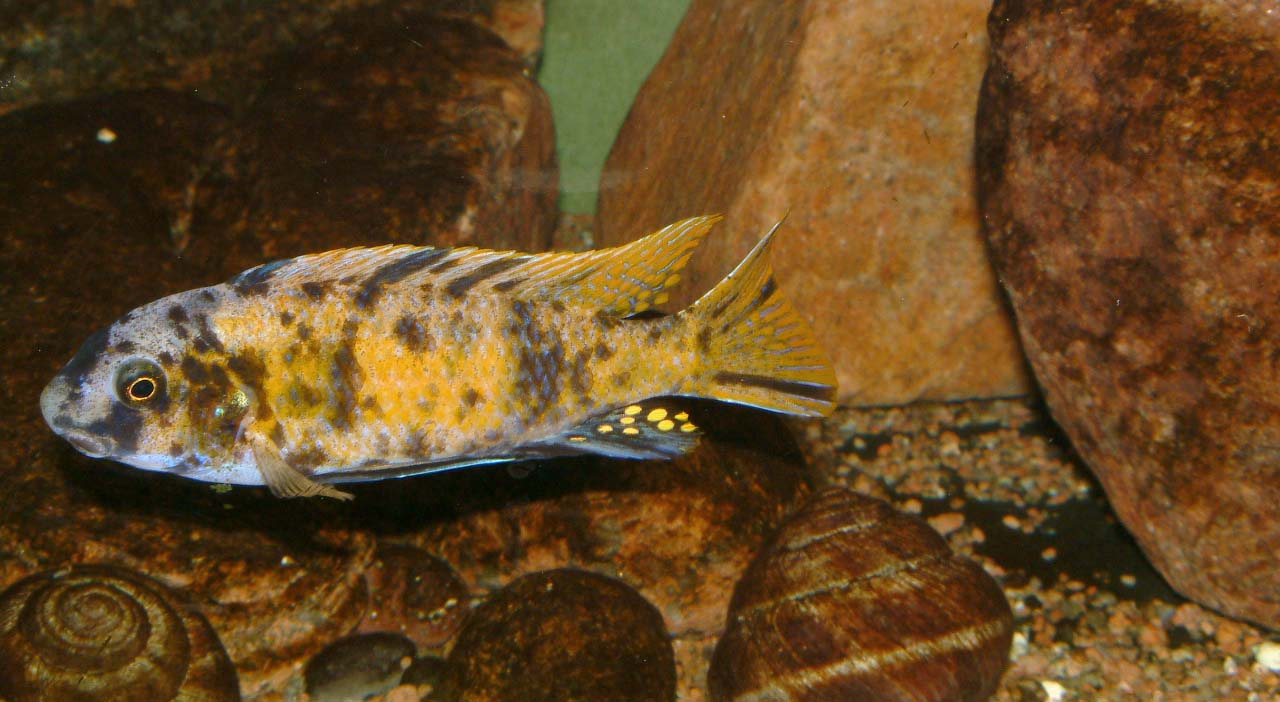
Labeotropheus fuelleborni

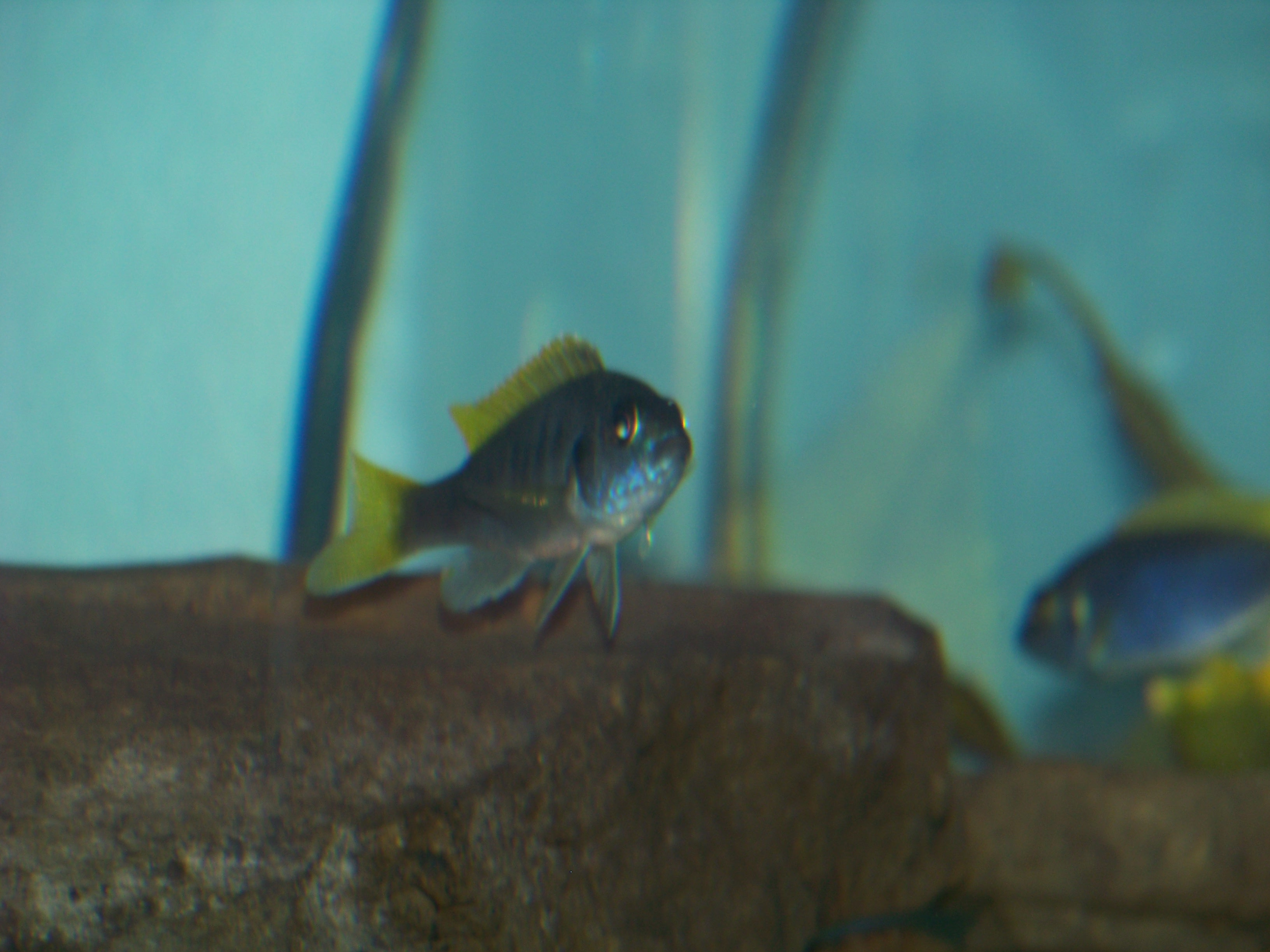
Pseudotropheus "acei"

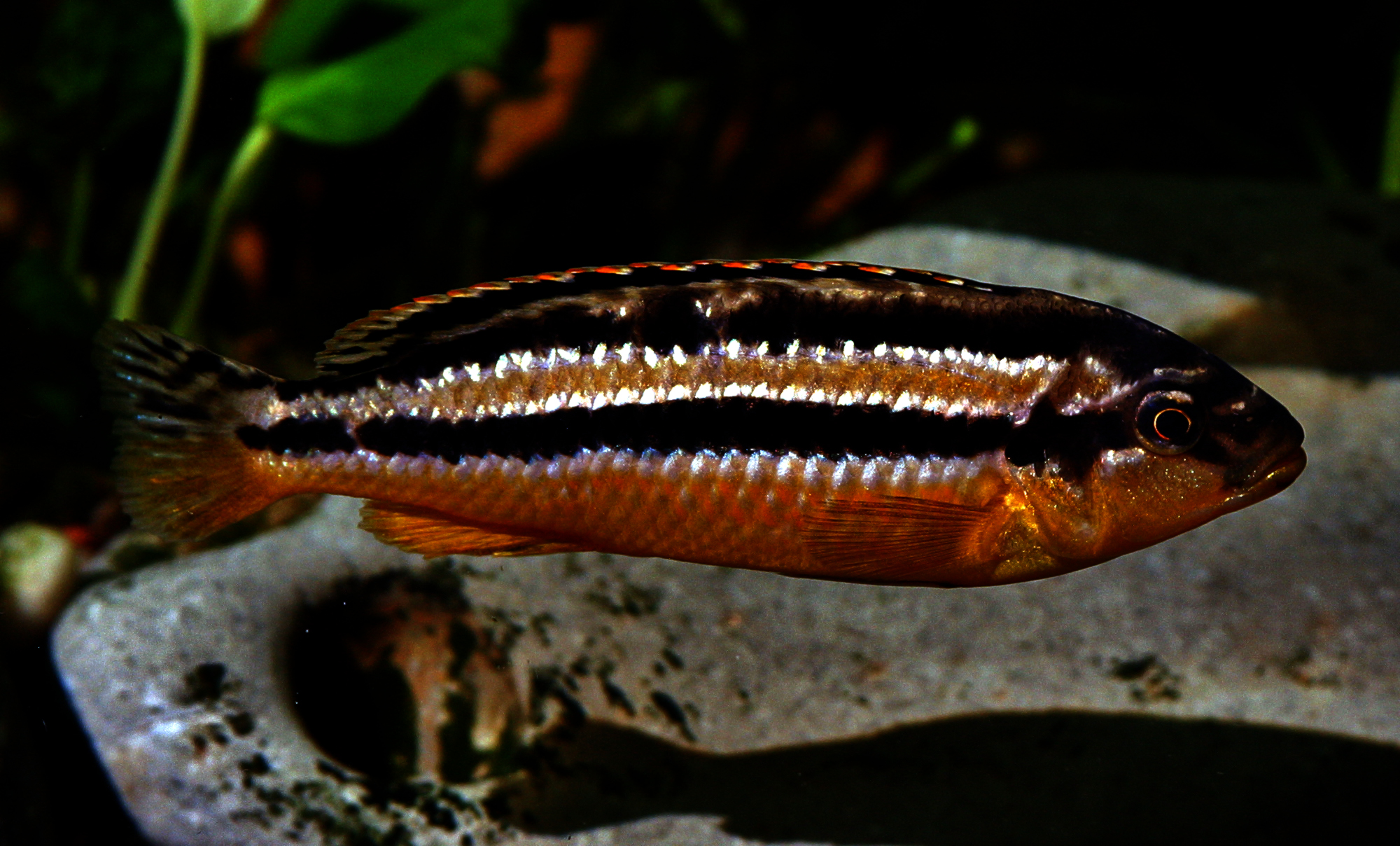
M. auratus ماده

- Maylandia Meyer & Foerster 1984. (Syn. Metriaclima Stauffer, Bowers, Kellogg, & McKaye 1997[۴])
- ملانوکرومیس ترواواس 1935
- Petrotilapia Trewavas 1935
- Pseudotropheus Regan 1922
- Tropheops Trewavas 1984

فهرست زیر شامل گروه‌هایی از سیکلیدهای دهان‌ساز غیر مبونایی از دریاچه مالاوی است.
- سیکلیدهای طاووسی (گونه Aulonocara)
- سیکلیدهای اوتاکا
- جنس‌های دیگر مانند Rhamphochromis